# Kemnay House

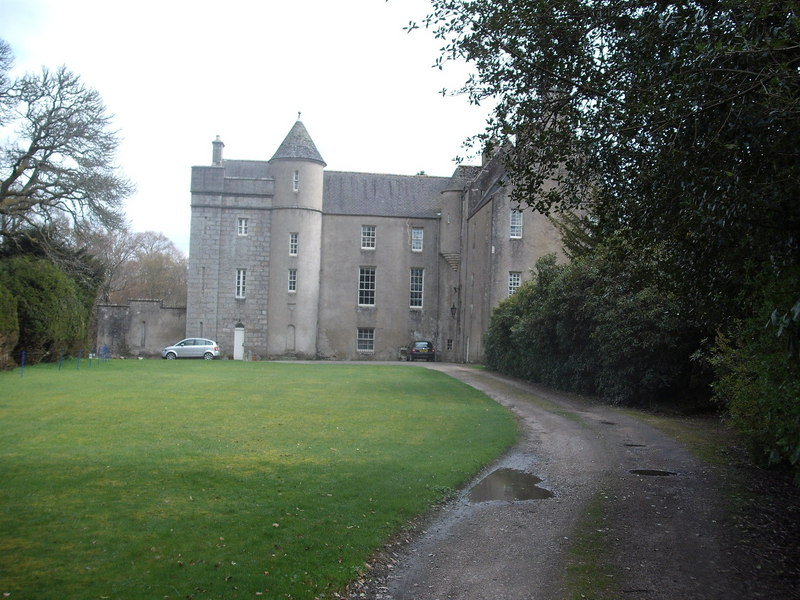
Kemnay House

Kemnay House ist ein Tower House in der schottischen Ortschaft Kemnay in der Council Area Aberdeenshire. 1971 wurde das Bauwerk in die schottischen Denkmallisten in der höchsten Denkmalkategorie A aufgenommen. Des Weiteren sind das ehemalige Waschhaus sowie der an diesen Ort versetzte Glockenturm der ehemaligen Pfarrkirche Kemnays als Denkmäler der Kategorie B eingestuft. Der ehemalige Apfelspeicher, der Gutshof, das Pumpenhaus und die West Lodge sind hingegen als Kategorie-C-Bauwerke klassifiziert.

## Geschichte
Das Tower House wurde im frühen oder mittleren 17. Jahrhundert für Thomas Crombie errichtet. 1688 befand es sich in Besitz von George Nicholson, der es in diesem Jahr an Thomas Burnett veräußerte. Burnett fungierte als erster Laird of Kemnay. Der dritte Laird, George Burnett, begann mit der Entwicklung des rund 53 Hektar umfassenden Anwesens, zu dem Wälder und Felder gehörten. Auch die Anlage der Allee geht auf ihn zurück. Sein Sohn Alexander führte die landwirtschaftliche Entwicklung fort. Ab 1830 wurde auf dem Anwesen Granit gebrochen, der unter anderem bei der Uferbefestigung in London verwendet wurde. Nachdem Kemnay House von Beginn an ständig im Wandel gewesen war, wurde es 1833 schließlich substantiell überarbeitet und aufgestockt. Mit diesen Arbeiten wurde der in Aberdeen ansässige Architekt John Smith betraut. Das Anwesen wurde innerhalb der Familie vererbt. 1964 wurde das Tower House renoviert.

## Beschreibung
Kemnay House steht isoliert am Ende einer rund 400 m langen Allee. Das dreistöckige Gebäude weist einen L-förmigen Grundriss auf, wobei der südwestliche Schenkel erst später ergänzt wurde. Mit Ausnahme des Anbaus am Abschluss der Nordostseite sind die Fassaden mit Harl verputzt mit abgesetzten Natursteineinfassungen. Der gerundete Treppenturm tritt an der Nordseite aus der Fassade heraus. Im Innenwinkel kragt eine Tourelle aus. Die Dächer, von denen eines als Walmdach ausgeführt ist, sind mit grauem Schiefer eingedeckt. Das Erdgeschoss ist mit Gewölbe ausgeführt. Die teils aufwändig bemalten Holzverkleidungen aus dem frühen 18. Jahrhundert beziehungsweise den 1830er Jahren sind erhalten.